# Return of the Vampire
Return of the Vampire – drugi album kompilacyjny duńskiej grupy heavymetalowej Mercyful Fate. Wydany przez Roadrunner Records 2 marca 1992 roku. Zawiera kompilację utworów z różnych wczesnych wersji demo zespołu. Utwory 7 i 8 pochodzą z dema grupy Danger Zone.

## Lista utworów
1. „Burning the Cross” – 8:48
2. „Curse of the Pharaohs” – 4:28
3. „Return of the Vampire” – 4:51
4. „On a Night of Full Moon” – 6:40
5. „A Corpse Without Soul” – 8:12
6. „Death Kiss” – 5:53
7. „Leave My Soul Alone” – 3:22
8. „M.D.A.” („Mission: Destroy Aliens”) – 4:20
9. „You Asked for It” – 4:13

## Twórcy

### Utwory 1–6
- King Diamond - śpiew
- Hank Shermann - gitara
- Benny Petersen - gitara
- Timi Hansen - gitara basowa
- Kim Ruzz - perkusja

### Utwory 7–8
- King Diamond - śpiew
- Hank Shermann - gitara
- Michael Denner - gitara
- Timi Hansen - gitara basowa
- "Old Nick" - perkusja

### Utwór 9
- King Diamond - śpiew
- Hank Shermann - gitara, gitara basowa
- C. Volsing - gitara
- Jan Musen - perkusja